# Daphné Baiwir
 (octobre 2023).
Daphné Baiwir est une actrice, réalisatrice et mannequin belge, née le 18 juillet 1992.

## Biographie
Daphné Baiwir passe son enfance à Verviers. Elle commence sa carrière à l'âge de cinq ans dans le mannequinat avant de commencer à jouer au théâtre et au cinéma. Elle enchaine ensuite une carrière d'actrice. Elle crée en 2012 l'association Films Bulle, avec laquelle elle produit et réalise plusieurs films de fiction et un documentaire.
En 2013, elle devient aussi réalisatrice, en tournant son premier court-métrage, Danse Funèbre. En 2014, elle est à l'origine du projet documentaire Devant les barreaux, produit par son association, Films Bulle. Elle reçoit aussi le Trophée Espoir 2015 de l'association Anne-Sophie Deval.
En 2018 et 2019, elle réalise le film documentaire Deauville et le rêve américain, dans lequel elle retrace l'histoire du festival du cinéma américain de Deauville, et propose un regard croisé sur le cinéma indépendant américain, avec la participation de personnalités du cinéma telles que Michael Douglas, Ira Sachs, Claude Lelouch, Stéphane Brizé, Gilles Jacob, Christine Vachon ou Julia et Clara Kuperberg.
En 2021, Daphné réalise Olivia de Havilland, L'insoumise, présenté au festival de Cannes puis diffusé sur Arte.
King on Screen, est diffusé en première mondiale en 2022 au Fantastic Fest.
Son film Le Film Pro Nazi d'Hitchcock, est sélectionné à la 80e Mostra de Venise.

## Filmographie

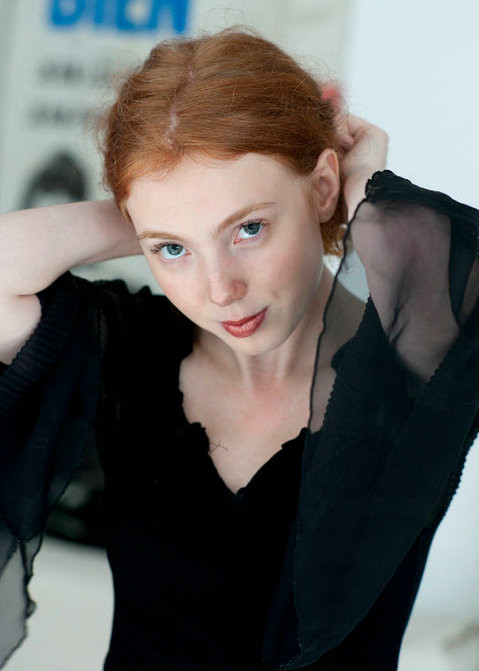
Daphne Baiwir en 2013

### Documentaire
- 2013 : Devant les barreaux[8]
- 2019 : Deauville et le rêve américain[9]
- 2021 : Olivia de Havilland, l'insoumise[10]
- 2022 : King on Screen[11]
- 2023 : Le Film Pro Nazi d'Hitchcock[12]

### Courts métrages
- 2013 : Danse Funèbre
- 2016 : C'est toi le chat !
- 2018 : Misère
- 2019 : Soldes de Printemps

### Actrice

#### Cinéma
- 2002 : Monsieur Batignole de Gérard Jugnot - Guila Cohen
- 2004 : Ordo de Laurence Ferreira Barbosa - Estelle enfant
- 2009 : Barbe Bleue de Catherine Breillat - Anne
- 2013 : Abus de faiblesse de Catherine Breillat - Hortense
- 2014 : Homo Faber de Richard Dindo - Sabeth Piper
- 2014 : L'énigme du désir : ma mère, ma mère, ma mère... de Paul Amlehn - Phoebia

#### Courts métrages
- 1995 : Jean l'Oignon Baby Sitter de Serge Thiriet
- 2009 : Disquiet de Lidia Simonet
- 2013 : Danse Funèbre de Daphné Baiwir
- 2015 : Loudy Mary de Sebastien Cruz - Mary

#### Télévision
- 2000 : Victoire, ou la douleur des femmes (mini-série) de Nadine Trintignant - Lucette
- 2002 : Les Cordier, juge et flic (série), épisode Dette mortelle de Alain Wermus - Marion
- 2002 : Père et Maire (série), épisode Mariage à tout prix de Marion Sarraut - Lola
- 2002 : L'Enfant des lumières (mini-série) de Daniel Vigne - Fillette Beauvais
- 2002 : Sami, le pion (série) de Patrice Martineau - Ines Mallet
- 2003 : À cran (téléfilm) de Alain Tasma - Myléne
- 2004 : Les Bottes (téléfilm) de Renaud Bertrand - Caroline
- 2004 : Nicolas au pays des âmes (téléfilm) de Patrice Martineau - Sabine
- 2005 : Papa est formidable (téléfilm) de Dominique Baron - Sidonie
- 2005 : Une vie en retour (téléfilm) de Daniel Janneau - Claire
- 2006 : SOS 18 (série), épisode La petite maison près de la rivière de Dominique Baron - Claire
- 2006 : La Reine Sylvie (téléfilm) de Renaud Bertrand -Delphine
- 2014 : Au service de la France (série) de Alexandre Courtes

#### Festivals
- Le Film Pro Nazi d'Hitchcock - Sélection officielle Venice Classics - 80th Venice International Film Festival (2023)
- King on Screen - Fantastic Fest[13], Sitges[14], Brooklyn Horror Film Fest[15], South Africa Horror Fest[16], Gerardmer[17]
- Olivia de Havilland, l'insoumise - Festival de Cannes[10]
- Deauville et le rêve américain - Festival de Deauville[18]
- C'est toi le chat ! - Sélection en compétition Festival International d'Uppsala[19]
- Homo Faber - Présentation hors compétition au Festival de Locarno[20]
- Barbe Bleue - Berlinale[21]
- Danse Funèbre - Muestra Internacional de Cine Realizado por Mujeres de Zaragoza (ca)[22]

## Théâtre
- 1999 : La Femme changée en renard de David Garnett, mis en scène par Didier Bezace (Théâtre de La Commune)